# Хобею
Хобею (устар. Хобе-Ю) — река в Берёзовском районе Ханты-Мансийского автономного округа. Устье реки находится на 84-м км левого берега реки Манья. Длина реки составляет 46 км. В 14 км по правому берегу впадает Маньхобею.

## Данные водного реестра
По данным государственного водного реестра России относится к Нижнеобскому бассейновому округу, водохозяйственный участок реки — Северная Сосьва, речной подбассейн реки — Северная Сосьва. Речной бассейн реки — (Нижняя) Обь от впадения Иртыша.